# Piet Gerrits (kunstenaar)

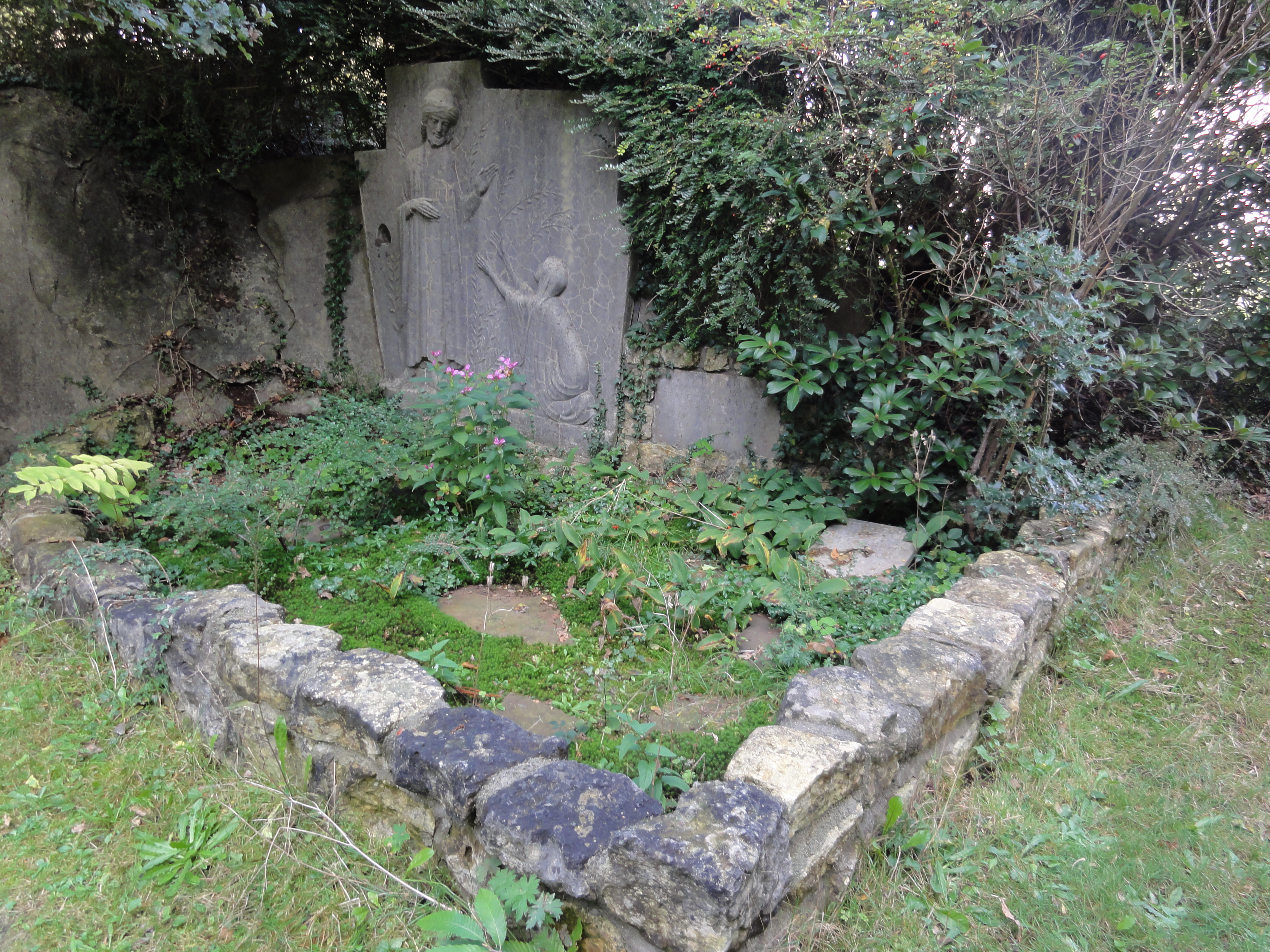
Graf van Piet Gerrits

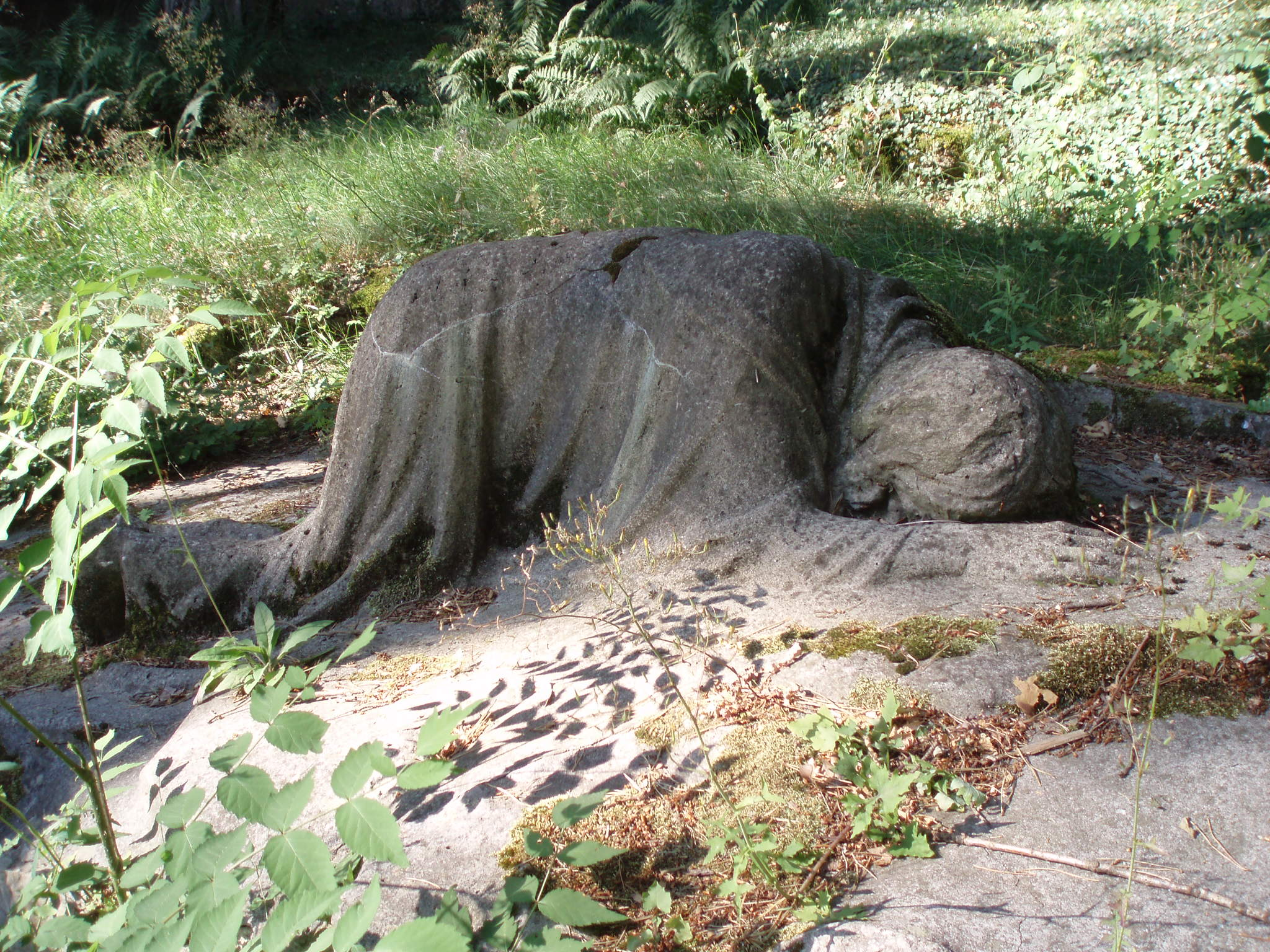
Jezus werpt zich ter aarde in de Hof van Olijven, uitgebeeld door Piet Gerrits op het Begraaf- en Gedenkpark Heilig Land Stichting.

Petrus Hendrikus (Piet) Gerrits (Nijmegen, 13 november 1878 – Groesbeek, 15 januari 1957) was een Nederlands beeldhouwer, boekbandontwerper, glazenier en schilder.
Gerrits volgde zijn opleiding en stage bij de architect Pierre Cuypers rond 1895 en volgde in de periode 1896 – 1897 de Koninklijke Academie voor Schone Kunsten van Antwerpen. Hij keerde terug in Nijmegen als nijverheidskunstenaar.
Vanaf 1905 was Gerrits lid van De Violier, een kunstkring in met name Amsterdam, die probeerde om de katholieke cultuur op te wekken. Tijdens zijn eerste reis naar het Heilig Land leerde hij kapelaan Arnold Suys en de architect Jan Stuyt kennen. Met hen zou hij intensief samenwerken om het project Heilig Landstichting, een Nederlands en Europees devotiepark, tot stand te brengen.
In de periode 1906-1911 verbleef hij in Palestina en Over-Jordanië, onderdeel van het Ottomaanse Rijk. Gerrits decoreerde hier diverse kerken, soms in samenwerking met Willibrord Verkade. Hij bestudeerde de levenswijze van de bedoeïenen en leefde voor langere tijd met hen samen. Gerrits ging ervan uit dat het leven alhier in 2000 jaar niet veranderd was en projecteerde zijn ervaringen op de Bijbelse geschiedenis en vormde zo de basis van zijn latere werk.
Nadat Gerrits terugkeerde van een bezoek aan het Heilig Land was hij vanaf 1912 verbonden aan de Heilig Land Stichting bij het latere dorpje Heilig Landstichting. Vanaf 1917 was hij conservator en artistiek adviseur en hield zich bezig met de inrichting van het terrein en ontwierp de verschillende gebouwen, beelden en reliëfs. In dit park werden momenten van het leven van Jezus nagebouwd en uitgebeeld. Gerrits liet veel facetten terugkomen van zijn bezoek aan het Midden-Oosten. Zo inspireerde hij Nazareth, in het huidige museumpark Orientalis Beth Juda genaamd, op Al Husn in Jordanië.
Gerrits was door heel Nederland actief, o.a. in Den Haag, Goes en Liessel, waarbij hij gebouwen ontwierp, muurschilderingen maakte, beelden hieuw, mozaïeken maakte, glas-in-loodramen samenstelde. Hij vervaardigde onder meer vijf lancetramen in de Antonius van Paduakerk in Nijmegen.
Zijn voornaamste werk lag en ligt echter in de Heilig Landstichting. Het devotiepark met de Cenakelkerk, talrijke  grafmonumenten, kloosters in en rondom Heilig Landstichting, beelden en beeldengroepen in hout en beton, de verschillende kruiswegstaties, tegeltableaus en interieurontwerpen waren alle van zijn hand.
Daarnaast ontwierp en maakte Gerrits kerkmeubilair en liturgisch vaatwerk; kleding, tekeningen en schilderijen en religieuze. Ook was hij schrijver en illustrator van het maandblad Annalen der Heilig Land Stichting.
Tot 1920 is het werk van Gerrits gestileerd, niet overdadig en kalm en maakt hij weinig gebruik van reliëf. Na 1920 komen er meer oosterse details terug in zijn werk en beeldt Gerrits het verhaal uit, dat hij wil vertellen zonder dwangmatig aan de vlakverdeling vast te houden.
In 1944 verloor Gerrits door oorlogshandelingen een arm en een oog. Desalniettemin bleef hij actief betrokken bij Heilig Landstichting. In 1955 voltooide hij zijn laatste grote werk: de Bergrede.
Hoewel Jan Toorop en Richard Roland Holst geestverwante kunstenaars zijn, krijgt Gerrits' werk minder aandacht, omdat het uitgesproken katholiek is.
Piet Gerrits is begraven op de begraafplaats in Heilig Landstichting, waar ook een groot aantal van zijn werken te zien zijn.
Een verzameling van enkele honderden tekeningen bevindt zich in het Katholiek Documentatiecentrum in Nijmegen

## Foto's

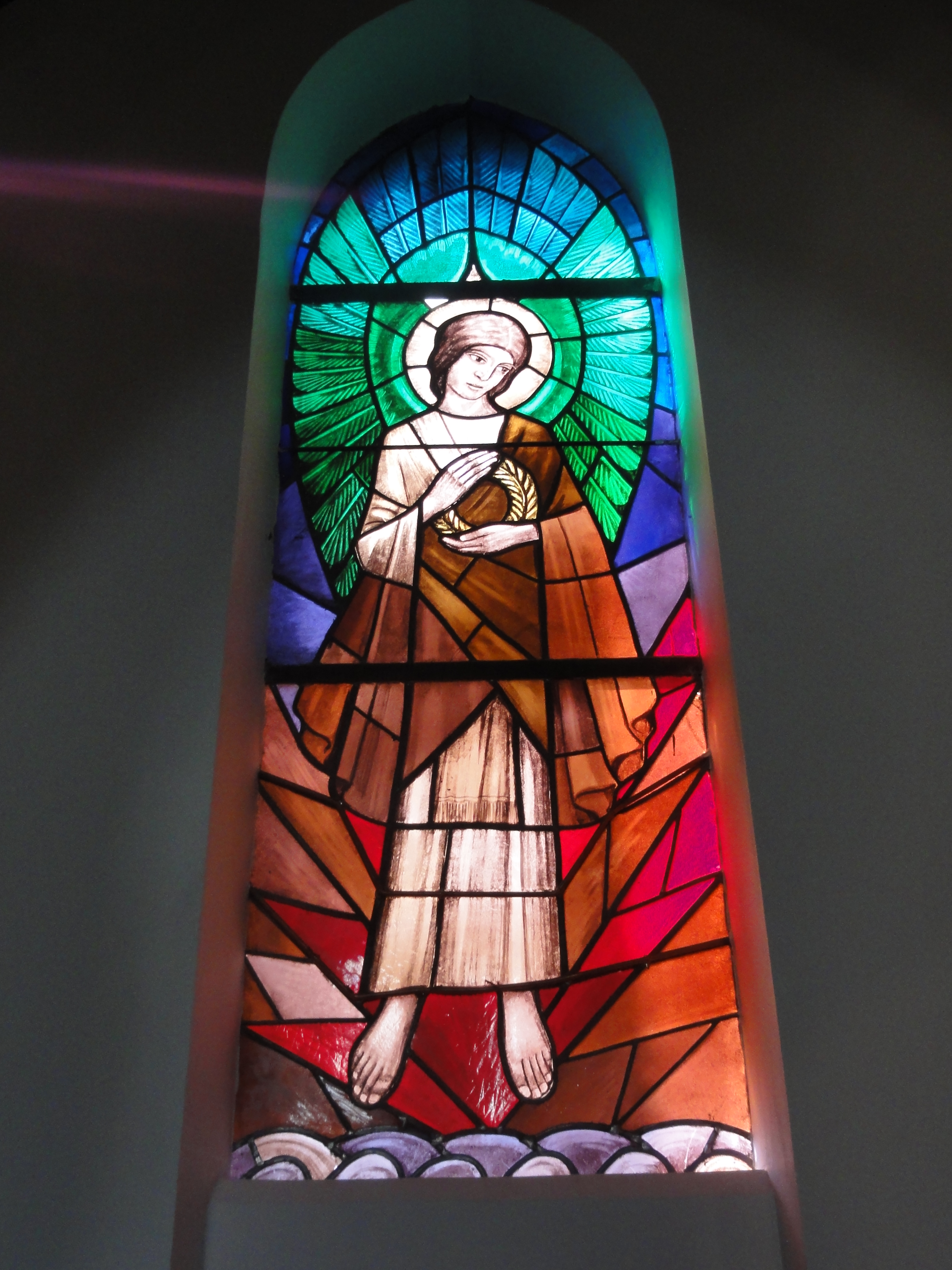
Antonius van Padua kerkraam (Nijmegen)
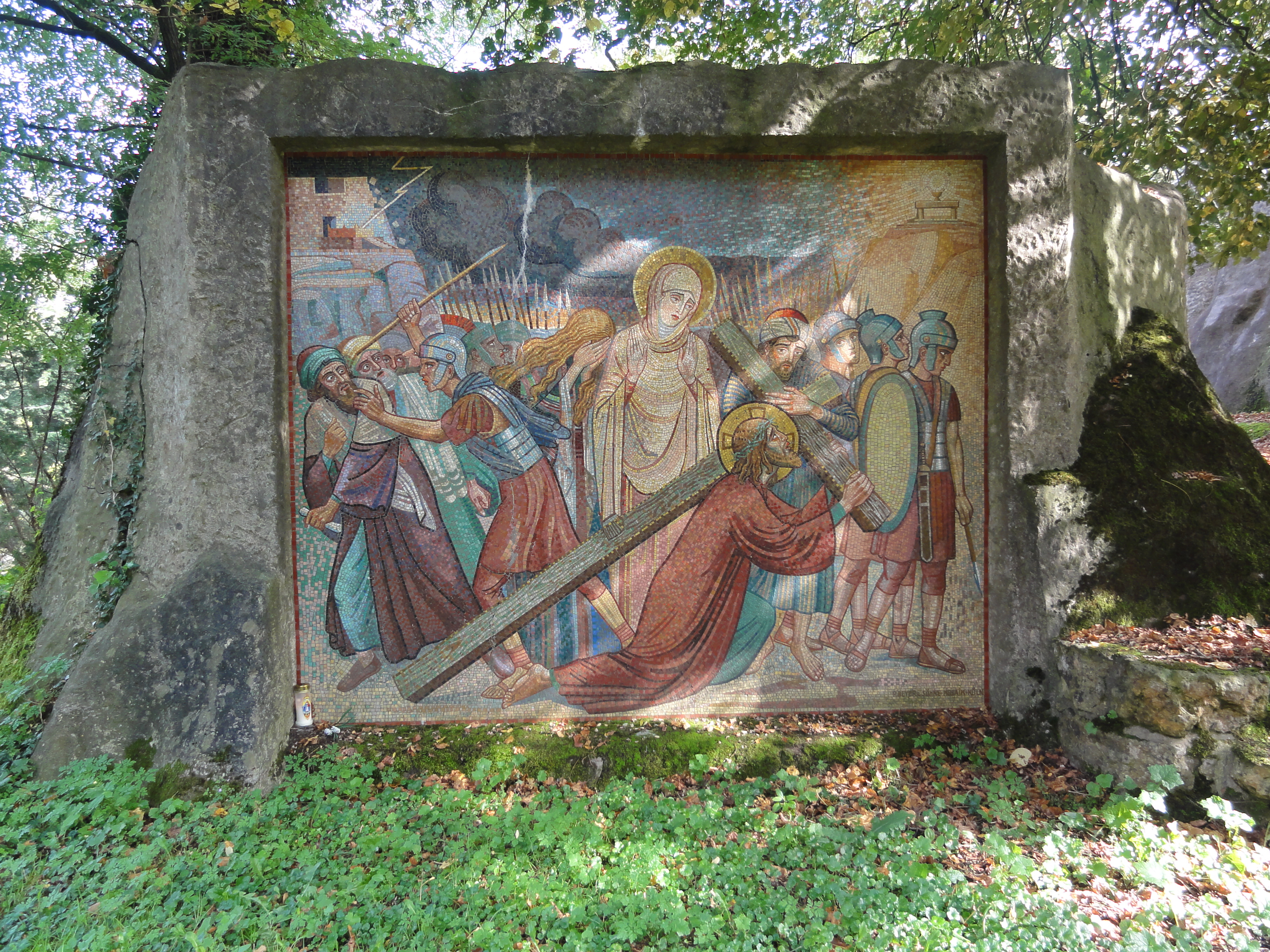
Mozaïek, Heilig Land Stichting
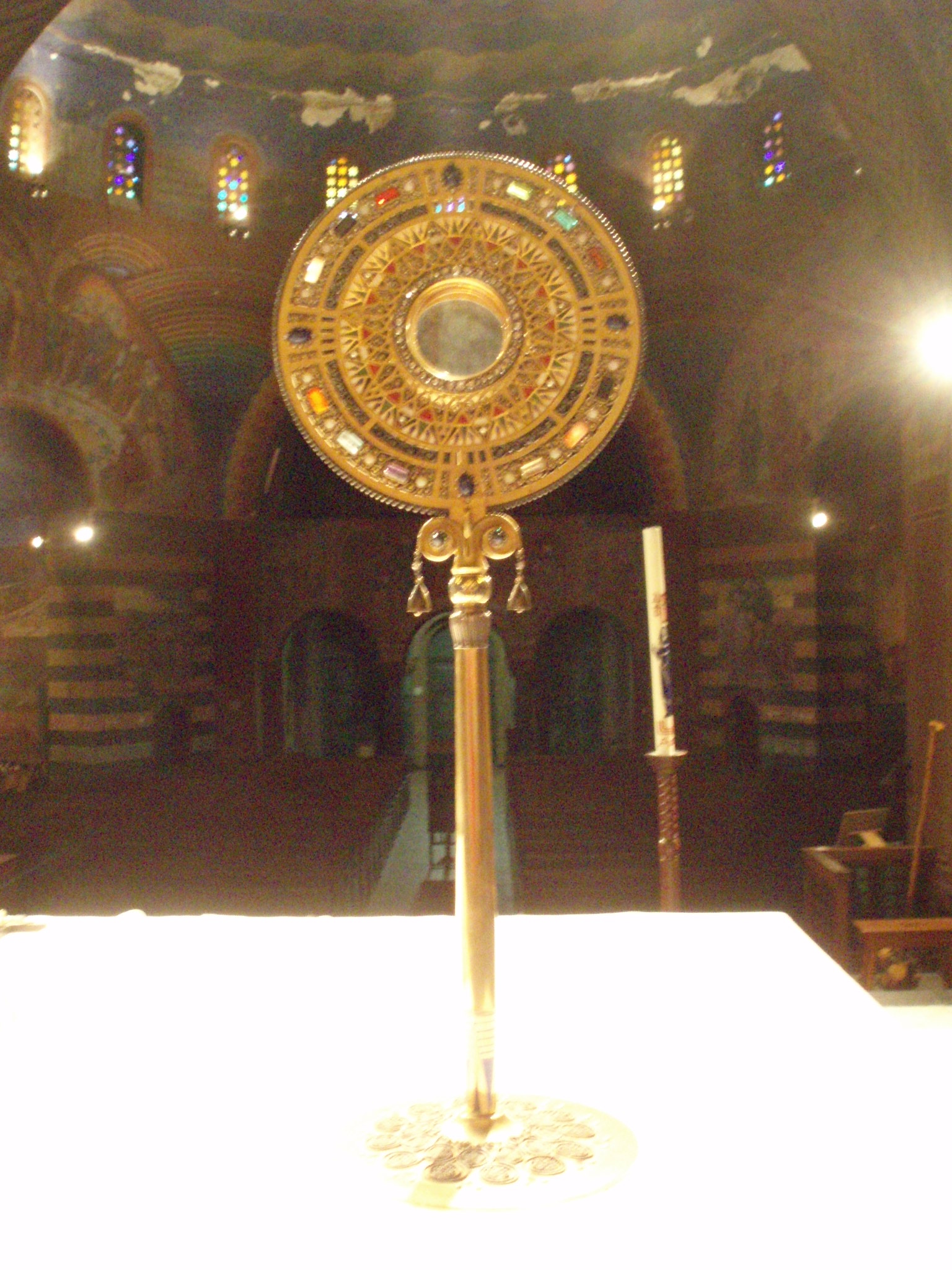
Monstrans, toebehorend aan de Cenakelkerk van de hand van Piet Gerrits
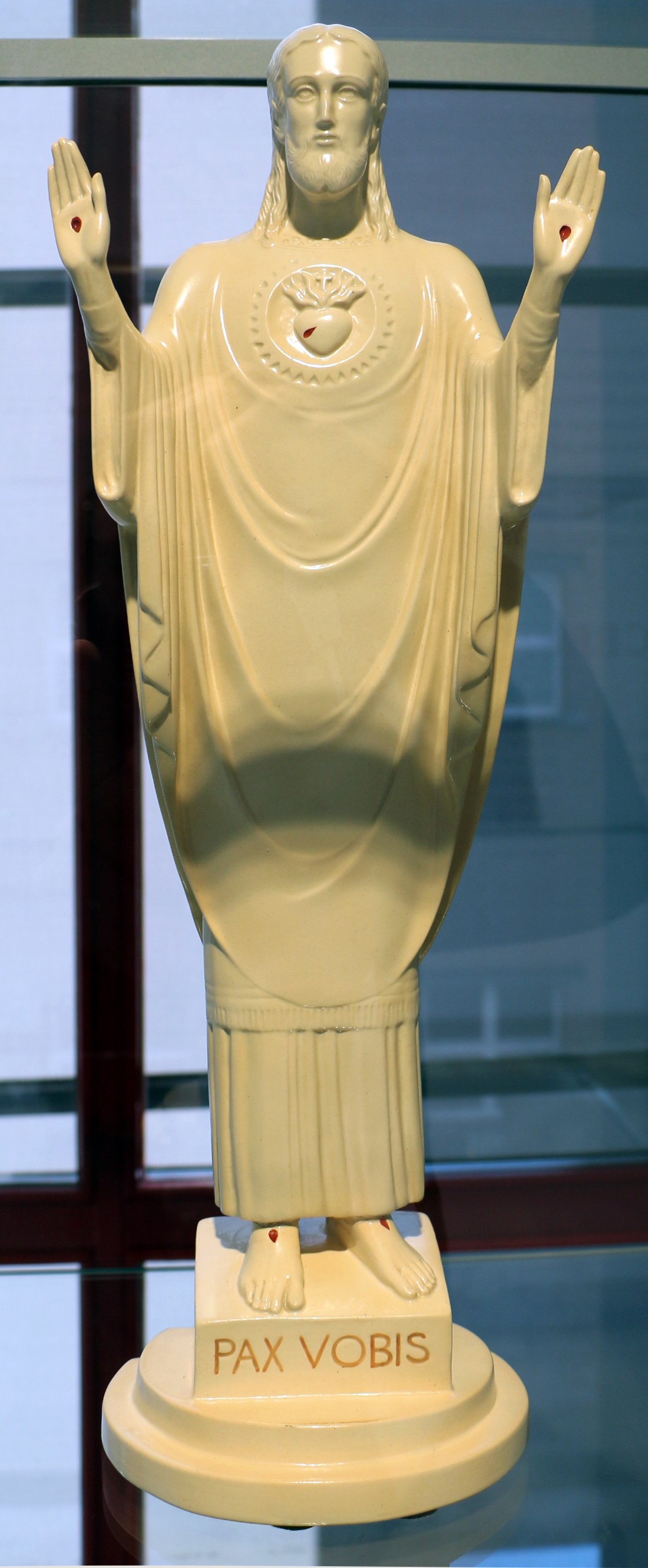
Heilig Hartbeeld in het Bonnefantenmuseum